# Trafalgar (motorfiets)
Trafalgar is een historisch merk van motorfietsen.
De bedrijfsnaam was G. Lyons & Co. Ltd., London.
Trafalgar was een Engelse fabriek die van 1902 tot 1905 motorfietsen met MMC- en Minerva-inbouwmotoren bouwde en ook zijspannen met rieten opbouw.